# 창잉역
창잉역(중국어: 常营站)은 중국 베이징시 차오양구 창잉 지구 차오양 북로와 창퉁로의 교차점에 위치한 베이징 지하철 6호선의 역이다. 2012년 12월 30일에 개장하였다.

## 위치
창잉역은 동5환 외부, 차오양 북로(동서 방향)와 관좡로(남북 방향) 및 창순로(남북 방향)의 두 교차로 사이 남쪽에 위치한다.
이 역과 서쪽의 황취역 사이 구간의 길이는 1,512m이고, 이 역과 동쪽 차오팡역 사이 구간의 길이는 1,077m이다.

## 역 구조

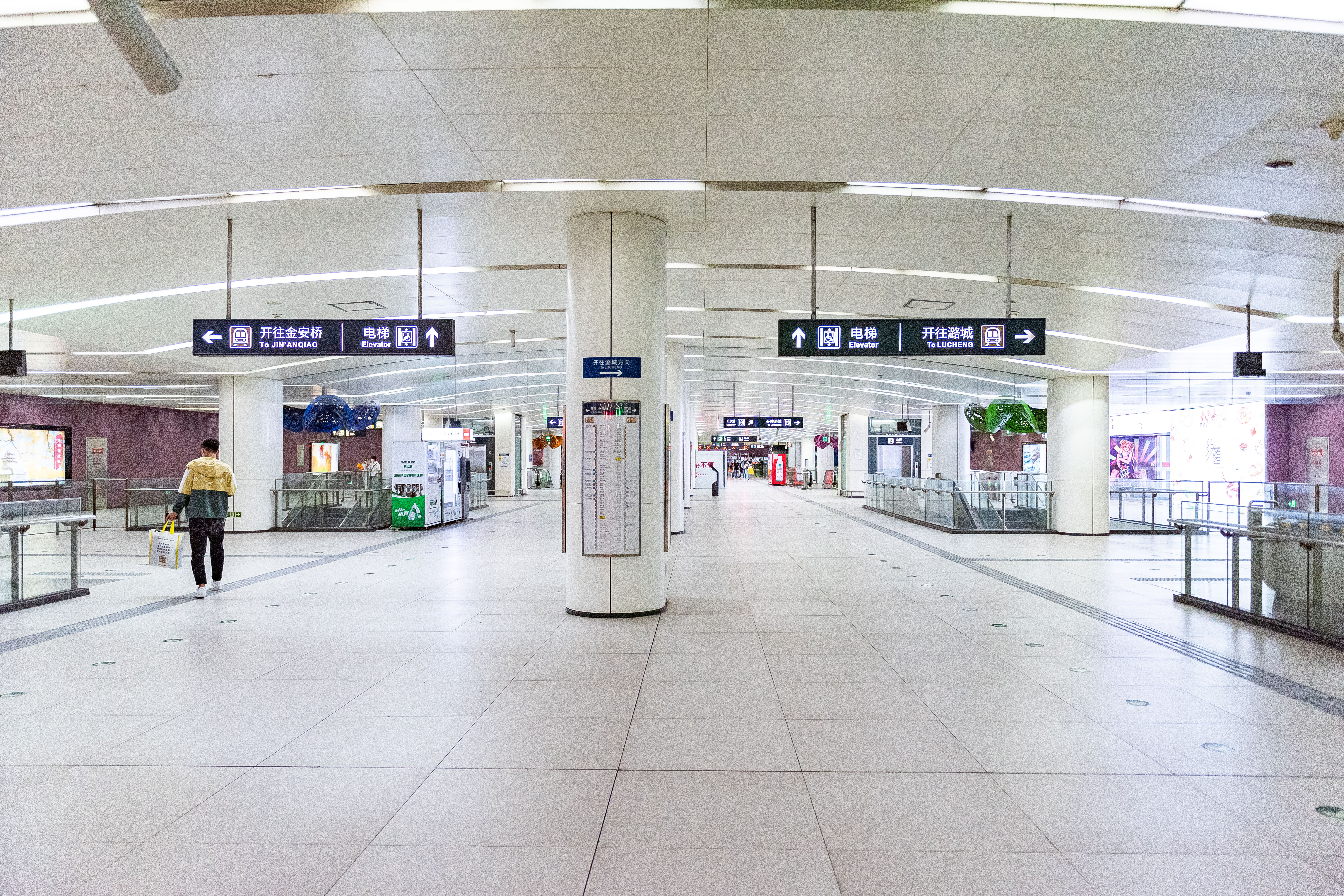
창잉역 대합실(2021년 9월 촬영)

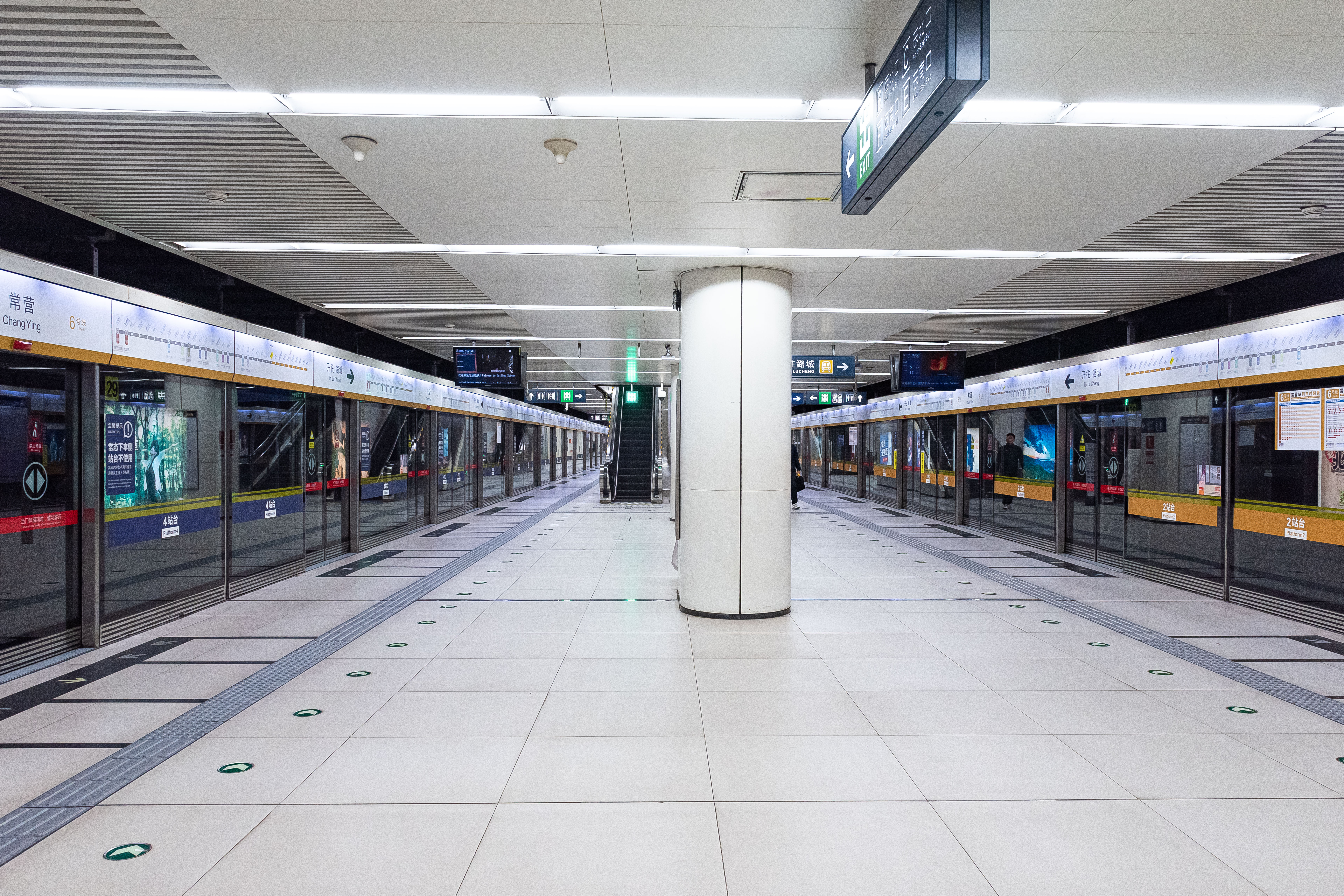
동쪽(2, 4번) 승강장

창잉역은 지하 2층 건물의 지하철역으로 급행 열차가 교차할 수 있도록 쌍섬식 승강장으로 설계되었으며, 도시 방향에서 오는 일부 열차가 이 역에서 돌아올 수 있도록 준비하는 건넘선도 구비되어 있다. 이 역은 총 건축 면적이 34,654평방미터에 달하는 3열 4경간 프레임 구조로 되어 있으며, 베이징에서 건축 면적이 가장 큰 단일 지하철역이다.
역에는 7개의 출입구가 있으며, 모두 지상과 직접 연결되지 않고 역 인근 공공건물의 지하와 연결되어 있다. 동시에 승객이 긴급 상황에서 탈출할 수 있도록 지상으로 직접 연결되는 6개의 비상 통로가 있다.
| 지면층          | 출입구                                                                | B-F출입구                                       |
| 지하 1층 대합실 | 대합실                                                                | 발권 서비스, 자동 티켓 판매기, 이카통 카드 충전 |
| 지하 2층 대합실 | →                                                                     | ■ 6호선 진안차오 방면 (칭녠루)                  |
| 지하 2층 대합실 | 섬식 승강장, 급행열차는 왼쪽 문이 열리고, 일반열차는 오른쪽 문이 열림 |                                                 |
| 지하 2층 대합실 | ←                                                                     | ■ 6호선 진안차오 방면 （황취）                  |
| 지하 2층 대합실 | →                                                                     | ■ 6호선 루청 방면(차오팡）                      |
| 지하 2층 대합실 | 섬식 승강장, 급행열차는 왼쪽 문이 열리고, 일반열차는 오른쪽 문이 열림 |                                                 |
| 지하 2층 대합실 | →                                                                     | ■ 6호선 루청 방면(퉁윈먼)                       |

## 출구
창잉역에는 현재 4개의 출입구가 있으며, 모두 인근 상업 시설로 연결된다. B 출구는 북 베이징 화롄창잉 쇼핑 센터와 연결되어 있으며, C 출구는 창잉푸디V센터의 움푹 들어간 광장에 위치한다. E 출구는 '룽후'와 지하 2층에서 연결되고, F 출구는 '룽후 베이징 창잉톈 거리' 지하 2층에서 연결된다.
|                         |                                                           |                                                                                            |      |           |
| 출구                    | 지시                                                      | 목적지                                                                                     | 사진 | 편의 시설 |
| 出口 · B                | 차오양 북로(朝阳北路) 북측, 창잉베이샤오 거리(常营北小街) | 완샹신톈(万象新天), 베이징 화롄 창잉 쇼핑센터(常营购物中心)                                |      |           |
| 出口 · C                | 차오양 북로(朝阳北路) 북측                                | 창잉푸디V센터(常营福第V中心), 창잉포드플라자(常营福第广场), 家家悦超市                     |      | 빈칸      |
| 出口 · E                | 차오양 북로(朝阳北路) 북측                                | 둥스리바오루(东十里堡路), 룽후베이징창잉톈 거리(龙湖北京长楹天街), 차오양 병원 창잉 캠퍼스 |      |           |
| 出口 · F                | 차오양 북로(朝阳北路) 남측                                | 룽후베이징창잉톈 거리(龙湖北京长楹天街), 루강청샤첸 상무 거리(陆港城下沉商业街)            |      |           |
| 아이콘 설명: 엘리베이터 |                                                           |                                                                                            |      |           |